# Alchemilla impolita
Alchemilla impolita är en rosväxtart som beskrevs av Sergei Vasilievich Juzepczuk. Alchemilla impolita ingår i släktet daggkåpor, och familjen rosväxter. Inga underarter finns listade i Catalogue of Life.